# 中国高速鉄道CR200J型電車
中国鉄道CR200J型電車 (ちゅうごくてつどうCR200Jがたでんしゃ) は、中華人民共和国の在来線専用車輛である。

## 概要
CR200Jは、中国国家鉄路集団と中国中車が中心となって行っている動力集中型動車組と呼ばれるプロジェクトで開発している車両で、中国中車グループの製造所で製造されている。動力集中方式の車両で、「復興号」という愛称で呼ばれている。和諧型電機及び25T型客車の次代となる在来線用高速型車両で、「復興型」高速鉄道車両と車内設備や保守点検方式等の共通化がなされている。
中国鉄路総公司指揮の下、大連機車 (東芝が共同開発)、株洲電力機車、南京浦鎮車輛、唐山機車車輛及び関係企業、研究機関が共同で開発した。

## 種類・編成

### CR200J

#### 短編成型

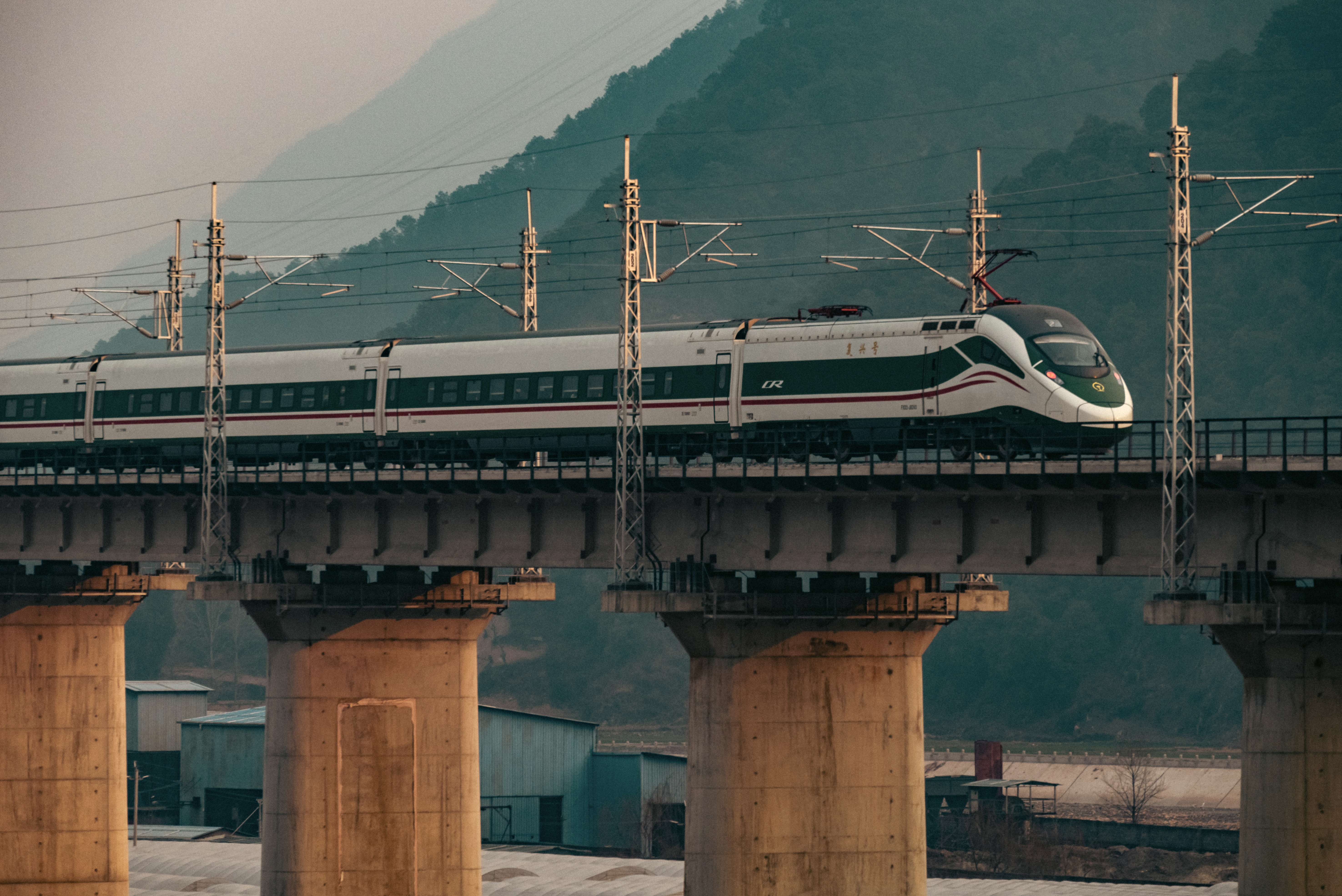
3次車は塗装が変更されている（2023年撮影）

短編成型のCR200J型は1M8Tの9両編成で、制御客車のKZ25T型客車と7両の25T型客車、FXD1-JまたはFXD3-J電気機関車で組成されており、ICE 2や藍箭の様な単端式機関車と運転台のある制御客車を組み合わせたプッシュプル方式で、機回しをせず推進運転が可能である。また編成同士の増結や機関車のみの重連も可能であるが、両端を制御客車とし編成中に電気機関車を挟む編成の組成は出来ない。客車は制御客車のみ1等車で、残りは2等車である。2018年3月時点での編成総数は7編成である。2018年4月20日に蘭渝線で試運転を行った。
製造過程では幾つかの設計変更が行われており、2021年以降各路線に導入されている編成については客車の幅が従来の車両から260 mm拡大しており、プラットホームと車体間の隙間の減少や座席や通路の幅の拡大に繋がっている。他にも座席上部の荷台の高さや奥行きが調節されており、キャリーバッグなどの大型の荷物を保管できるスペースも設けられている。また、この車体は気密性の向上や振動の抑制といった快適性にも重点を置いた設計となっている。
一方、2022年12月に全区間の複線化・高速化が完了した成昆線に導入された、「3次車」にあたるCR200J（9両編成）は塗装が従来の車両から変更されており、「チャイナレッド（中国红）」「チャイナホワイト（中国白）」「グレートウォールグレー（长城灰）」「ナショナルツリーグリーン（国槐绿）」の4色が使われている。また、車内の座席間隔が広くなっている他、充電用のソケットの増設、制御車への商務席（ビジネスシート）の新設といった快適性・利便性の向上が図られている。機器類についても電気システムや列車全体を管理する制御システムの設計が変更されている。
| 号車   | M                         | 1            | 2            | 3            | 4             | 5            | 6            | 7            | 8               |
| 形式   | CR200J-xxxx 00 FXDx-Jxxxx | ZE25T xxxx01 | ZE25T xxxx02 | ZE25T xxxx03 | ZEC25T xxxx04 | ZE25T xxxx05 | ZE25T xxxx06 | ZE25T xxxx07 | KZ25TA/B xxxx08 |
| 定員   | /                         | 98           | 98           | 98           | 76            | 98           | 98           | 98           | 56              |
| タイプ | 電気機関車                | 二等車       | 二等車       | 二等車       | 二等/食堂車   | 二等車       | 二等車       | 二等車       | 一等車          |
| タイプ | Mc                        | T            | T            | T            | T             | T            | T            | T            | Tc              |

#### 長編成型

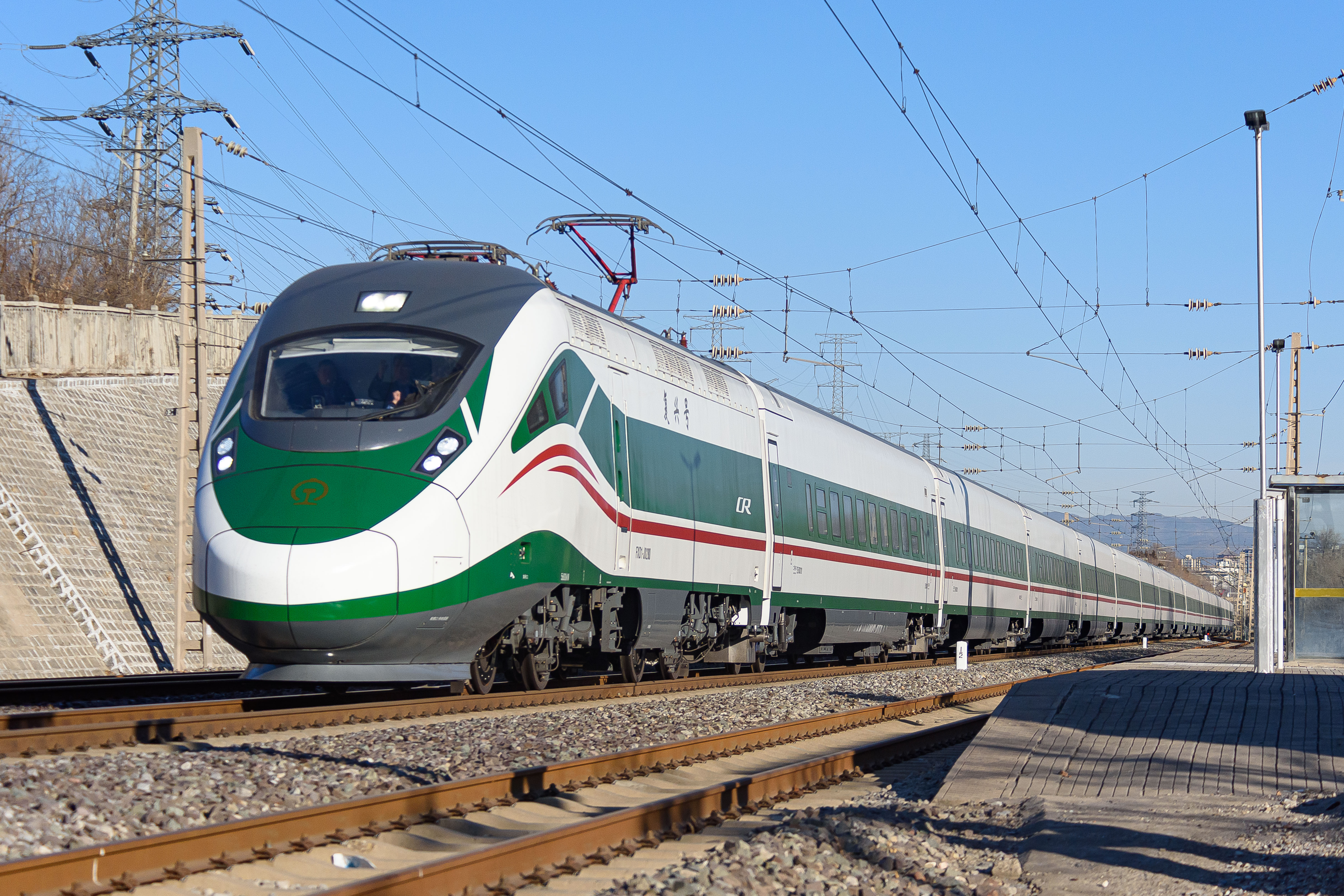
長編成型CR200J-C番台

長編成型のCR200J型は2M16Tの18両編成で、16両の25T型客車と編成両端のFXD1-JまたはFXD3-J電気機関車で組成されており、TGVや中華之星と同様の前後の機関車で客車を挟み込む動力集中方式である。短編成型との相違点は、両端とも機関車であるので制御客車が無い、ホーム有効長の関係で重連運転ができない事である。また中間の客車は工場出場前に編成を変更することが可能で、食堂車、座席車、寝台車、荷物車を適宜組み込むことができ、実質上従来型の機関車牽引式列車の編成と明確な相違点はない。この他、輸送量の変化に合わせて客車は9両から18両の間で自由に編成長の変更が可能であるが、編成変更は製造会社の工場で変更した上に総公司のデータベースで変更を記録した後で営業運転が可能となる。
| 号車   | M1                        | 1            | 2            | 3            | 4            | 5            | 6            | 7            | 8            | 9               | 10           | 11           | 12           | 13           | 14           | 15           | 16           | M2                        |
| 形式   | CR200J-xxxx 00 FXDx-Jxxxx | WE25T xxxx01 | WE25T xxxx02 | WE25T xxxx03 | WE25T xxxx04 | WE25T xxxx05 | WE25T xxxx06 | ZE25T xxxx07 | ZE25T xxxx08 | ZEC25T xxxx09   | WY25T xxxx10 | WY25T xxxx11 | WY25T xxxx12 | WY25T xxxx13 | WY25T xxxx14 | WY25T xxxx15 | WY25T xxxx16 | CR200J-xxxx 20 FXDx-Jxxxx |
| 定員   | /                         | 66           | 66           | 66           | 66           | 66           | 66           | 98           | 98           | 46              | 40           | 40           | 40           | 40           | 40           | 40           | 40           | /                         |
| タイプ | 電気機関車                | 二等寝台車   | 二等寝台車   | 二等寝台車   | 二等寝台車   | 二等寝台車   | 二等寝台車   | 二等座席車   | 二等座席車   | 二等座席/食堂車 | 一等寝台車   | 一等寝台車   | 一等寝台車   | 一等寝台車   | 一等寝台車   | 一等寝台車   | 一等寝台車   | 電気機関車                |
| タイプ | Mc                        | T            | T            | T            | T            | T            | T            | T            | T            | T               | T            | T            | T            | T            | T            | T            | T            | Mc                        |

### CR200JS-G
2021年に開通したラサ・ニンティ鉄道向けに開発された車種。CR200Jの長編成型と同様、編成の両端に機関車が連結される形の編成を組むが、路線のうち90 %が標高3000 m以上の高所を経由する事からそれらに対応した設計が採用されている他、停電などの緊急時でも走行可能なように編成の一端の機関車はディーゼル機関車（2両編成）となっている（バイモード列車）。
| 号車   | M1                            | M2               | 1         | 2         | 3         | 4           | 5         | 6         | 7         | 8         | 9               | M3                            |
| 形式   | CR200JS-G-xxxx 00 FXN3-JxxxxA | FXN3-JxxxxB      | ZE 29xx01 | ZE 29xx02 | ZE 29xx03 | ZEC 29xx04  | ZE 29xx05 | ZE 29xx06 | ZE 29xx07 | ZY 29xx08 | ZYS 29xx09      | CR200JS-G-xxxx 20 HXD1D-Jxxxx |
| 定員   | /                             | /                | 93        | 93        | 93        | 71          | 93        | 93        | 93        | 71        | 48+6            | /                             |
| タイプ | ディーゼル機関車              | ディーゼル機関車 | 二等車    | 二等車    | 二等車    | 二等/食堂車 | 二等車    | 二等車    | 二等車    | 一等車    | 一等/ビジネス車 | 電気機関車                    |
| タイプ | DMc                           | DM 補機          | T         | T         | T         | T           | T         | T         | T         | T         | T               | EMc                           |

客車の形式：Z=座席車、W=寝台車、E=二等車、Y=一等車、S=ビジネス車、C=食堂車、K=制御付随車（短編成型限り）
機関車の形式：FXD=「復興電気機関車」、FXN=「復興ディーゼル機関車」

### CR200J-G（高原型）
雲南地区を始めとした、標高が高く急勾配やトンネルが多い路線に対応した形式。CR200JS-Gを基に開発されており、機関車の車軸が6軸（車軸配置：CoCo）となっている事で30 ‰の勾配も速度を落とさず通過できる他、急勾配での安全な停車を保証するパーキングブレーキが全車両に設置されている。また、塗装や乗降扉の開閉装置などは低温環境や紫外線に対応した構造のものが採用されている。2023年に最初の編成が納入されている。

## 海外への輸出

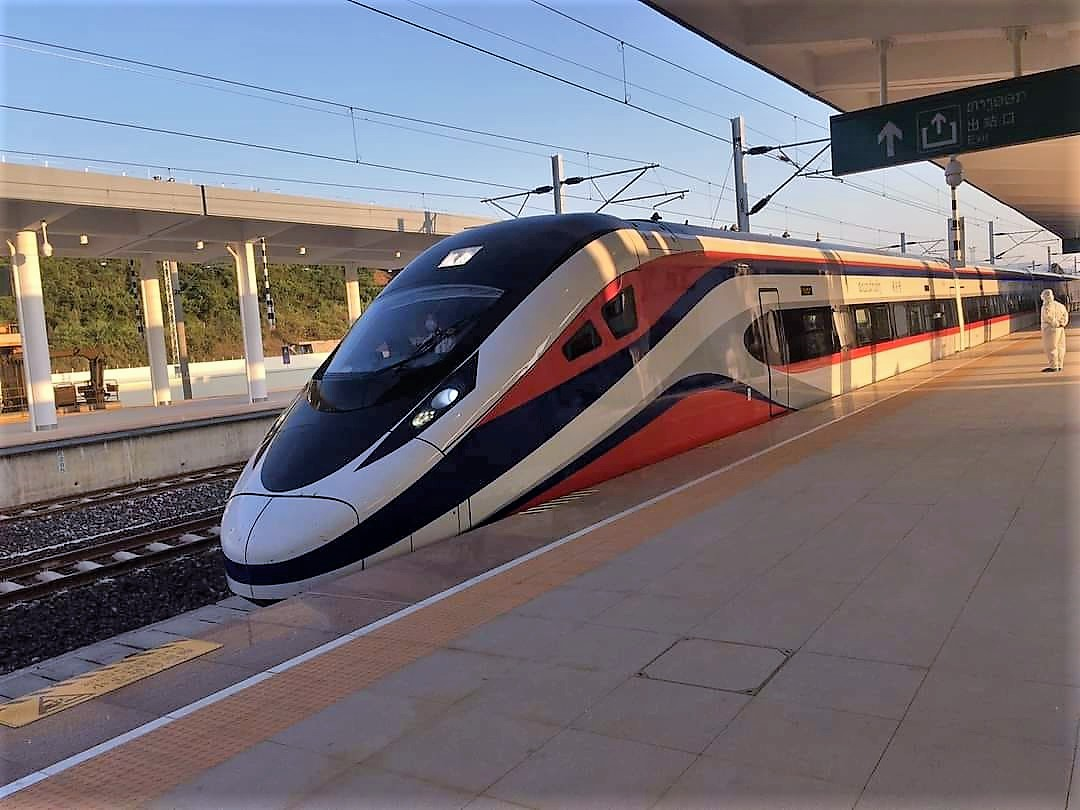
中国ラオス鉄道に導入されたCR200J（2021年撮影）

中国の巨大経済圏構想である一帯一路計画の下で建設が進み2021年に開通した中国ラオス鉄道（中老鉄路）には、旅客用車両としてCR200Jが2編成導入され、中国本土への直通運転も実施されている。